# Controvérsia sincrética
A controvérsia sincrética foi o debate teológico focado nos esforços para unir as igrejas luteranas e reformadas no Sacro Império Romano do século XVII. Foi iniciado principalmente pelos esforços de Georgius Calixtus e dos apoiadores dele para garantir uma base na qual os luteranos pudessem ter um bom relacionamento tanto com a Igreja Reformada quanto com a Igreja Católica Romana. Durou de 1640 a 1686. 

## Georgius Calixtus
Calixtus, um professor em Helmstedt, viajou pela Inglaterra, Países Baixos, Itália e França. Seu conhecimento das diferentes igrejas e seus representantes ali, e seu extenso estudo, lhe deram uma atitude mais amigável em relação aos diferentes corpos religiosos do que a maioria de teólogos luteranos contemporâneos dele.
Enquanto estes últimos aderiram firmemente à "doutrina pura", Calixtus tendia a não considerar a doutrina como a única coisa necessária para um cristão e não considerava tudo na doutrina como igualmente certo e importante. Consequentemente, ele defendia a unidade entre aqueles que concordavam com o mínimo fundamental e a liberdade com relação aos pontos menos fundamentais. Em relação ao catolicismo romano, ele teria (como Melanchthon uma vez teria) concedido ao papa uma primazia por direito humano, em vez de direito divino; ele também afirmou que alguém poderia chamar a missa de sacrifício.
Abraham Calovius em particular se opôs a Calixtus. Em 1645, ele impediu Calixtus de comparecer ao Colóquio de Thorn como representante de Dantzig. Calixtus eventualmente compareceu com o grupo de Königsberg e renunciou publicamente à Confissão Reformada de Thorn.
As faculdades de teologia das universidades de Helmstedt, Rinteln e Königsberg estavam do lado de Calixtus, enquanto os teólogos das universidades de Leipzig, Jena, Estrasburgo, Giessen, Marburgo e Greifswald se opunham às suas opiniões.

## Eleitor da Saxônia
O Eleitor da Saxônia, por razões políticas, se opôs à Igreja Reformada, pois os outros dois eleitores seculares (Palatino e Brandemburgo) eram Reformados e estavam ganhando vantagem sobre ele. Em 1649, ele enviou uma comunicação aos três duques de Brunswick, que mantinham Helmstedt como sua universidade comum, na qual ele expressou todas as objeções de seus professores luteranos e reclamou que Calixtus queria extrair os elementos da verdade de todas as religiões, fundi-los em uma religião inteiramente nova e, assim, provocar um cisma violento.

### Abraham Calovius
Abraham Calovius nasceu em Mohrungen (atual Morąg, condado de Ostróda) no Ducado da Prússia, um feudo da Coroa da Polônia. Em 1650, após estudar em Königsberg, foi nomeado professor de teologia na Universidade de Wittenberg, onde mais tarde tornou-se superintendente geral e professor primarius.
Calovius tornou-se professor em Wittenberg em 1650, marcando a entrada dele no cargo com um ataque veemente aos sincretistas em Helmstedt. Uma torrente de escritos polêmicos se seguiu. Em 1650, os duques de Brunswick responderam ao Eleitor da Saxônia, insistindo que a discórdia não continuasse e propondo uma reunião dos conselheiros políticos. A Saxônia, no entanto, não favoreceu essa sugestão. Uma tentativa de convocar uma reunião de teólogos não foi bem-sucedida. Os teólogos de Wittenberg e Leipzig então elaboraram o Consensus Repetitus Fidei vere Lutheranae (Consenso Repetido da Verdadeira Fé Luterana), uma nova fórmula condenando 98 heresias dos teólogos de Helmstedt. Essa fórmula (consenso) deveria ser assinada por todos que quisessem permanecer na Igreja Luterana. Fora de Wittenberg e Leipzig, no entanto, ela não foi aceita, e a morte de Calixtus em 1656 inaugurou cinco anos de paz quase ininterrupta.

## Conflito em Hesse-Kassel
O desacordo surgiu novamente em Hesse-Kassel, onde o CondeVI procurou unir os súditos luteranos e reformados dele, ou pelo menos diminuir o ódio mútuo que eles tinham. Em 1661, ele realizou um colóquio em Cassel entre dois teólogos luteranos da Universidade de Rinteln e dois dos teólogos reformados da Universidade de Marburgo. Eles elaboraram uma declaração que reconhecia as diferenças de opinião entre as partes, mas ao mesmo tempo mostrava um acordo entre elas em todos os assuntos essenciais. Exortava ao exercício do amor fraternal e ao reconhecimento de que ambas as partes pertenciam a uma Igreja, compartilhavam uma fé comum e ansiavam por um céu compartilhado.
Os teólogos de Wittenberg ficaram irritados com esse renascimento do sincretismo e pediram a todos os luteranos que rejeitassem o colóquio. Eles também pediram aos professores de Rinteln que fizessem sua submissão, ao que estes responderam com uma defesa detalhada. Outra longa série de tratados polêmicos se seguiu.

## Disputas em Brandemburgo-Prússia
Em 1663, em Brandemburgo-Prússia, o "Grande Eleitor" Frederico Guilherme I proibiu os pregadores de falar sobre as disputas entre os corpos evangélicos.
Um longo colóquio em Berlim (setembro de 1662 a maio de 1663) levou apenas a novas discórdias e as conferências terminaram em 1664 com a publicação de outro édito "sincretista". Como o édito desautorizava a Fórmula de Concórdia (um dos documentos confessionais contidos no Livro de Concórdia de 1580), muitos clérigos luteranos se recusaram a cumprir o édito.
Qualquer pessoa que se recusasse a assinar o formulário declarando sua intenção de observar este regulamento era privada de sua posição, incluindo Paul Gerhardt, um pastor e famoso compositor de hinos. Os cidadãos de Berlim pediram para que ele fosse restaurado e, devido aos seus repetidos pedidos, uma exceção foi feita para ele, embora a consciência dele não lhe permitisse manter um posto que, como lhe parecia, poderia ser mantido apenas sob a condição de uma rejeição tácita da Fórmula da Concórdia. Ele continuou a viver em Berlim por mais de um ano sem um emprego seguro. Durante esse tempo, a esposa dele morreu, deixando-o com um filho sobrevivente. O decreto foi retirado alguns meses depois, embora a essa altura a padroeira dele, Eleitora Louisa Henrietta, tivesse morrido e, portanto, ele ainda estivesse sem um cargo.
Muitos luteranos preferiram se mudar para o exterior em vez de assinar o formulário.

## Fase final
As tentativas dos teólogos de Wittenberg de declarar Calixtus e a escola dele como sendo não luteranos e heréticos foram agora enfrentadas pelo filho de Georgius Calixtus, Friedrich Ulrich Calixtus. Este último defendeu a teologia do pai dele, mas também tentou mostrar que a doutrina dele não diferia muito da dos oponentes dele. Wittenberg encontrou seu novo campeão em Aegidius Strauch, que atacou Calixtus com todos os recursos do aprendizado: polêmica, sofisma, sagacidade, cinismo e abuso. O lado de Helmstedt foi defendido pelo estudioso e estadista Hermann Conring. Os príncipes saxões agora reconheciam o perigo de que a tentativa de levar adiante o "Consenso" como uma fórmula de crença pudesse levar a um novo cisma na Igreja Luterana, e pudesse, assim, tornar sua posição difícil diante dos católicos romanos.
As propostas de Calovius e do partido dele para continuar a refutação e compelir os teólogos de Brunswick a se vincularem sob obrigação à antiga confissão luterana, portanto, permaneceram sem implementação. Os teólogos saxões foram proibidos de continuar a controvérsia por escrito.
Negociações de paz foram estabelecidas, com o duque Ernst, o Piedoso, de Saxe-Gotha, especialmente ativo. O trabalho de estabelecer um colégio permanente de teólogos para decidir disputas teológicas foi considerado. As negociações com as cortes de Brunswick, Mecklenburg, Dinamarca e Suécia foram infrutíferas; o único benefício foi que a paz foi mantida até 1675. Calov então renovou as hostilidades, atacando não apenas Calixtus, mas também e particularmente o moderado John Musæus de Jena. Em 1679, Calov conseguiu que a Universidade de Jena (e após uma longa resistência, o próprio Musæus) fosse compelida a renunciar ao sincretismo. O eleitor renovou sua proibição contra escritos polêmicos. Esta foi a última vitória de Calov. Em 1680, Johann Georg II da Saxônia faleceu e Calov perdeu seu maior apoiador em sua campanha.
Calovius pareceu ceder em 1683 quando perguntou se, tendo em vista o perigo que a França constituía para a Alemanha, um sincretismo calixtino com "papistas" e reformados ainda era condenável e, em deferência ao eleitor de Brandemburgo e aos duques de Brunswick, a contenda deveria ser enterrada por uma anistia, ou se, pelo contrário, a guerra contra o sincretismo deveria continuar.
Calovius mais tarde retornou ao ataque dele aos sincretistas, mas morreu em 1686. A controvérsia sincrética terminou com a morte dele.

## Consequências
Algo que é considerado o resultado histórico desta disputa é o surgimento do termo “Igreja Luterana” e o fato de que o luteranismo finalmente decidiu a favor da existência de uma “Igreja Luterana particular”.